# Acrolophus cyclophora
Acrolophus cyclophora är en fjärilsart som beskrevs av Edward Meyrick 1931. Acrolophus cyclophora ingår i släktet Acrolophus och familjen Acrolophidae. Inga underarter finns listade i Catalogue of Life.